# Vratislav Preclík
Vratislav Preclík (* 26. července 1946, Praha) je český strojní inženýr, odborník v logistice a technologickém projektování, amatérský historik, publicista a spisovatel, vysokoškolský pedagog. Jako znalec odkazu T. G. Masaryka je místopředsedou a zakladatelem spolku Masarykovo demokratické hnutí a dalších občanských sdružení. Založil časopis Strojař, obnovil Čas, kde je předsedou redakční rady, a napsal čtrnáct vysokoškolských textů, včetně monografií.

## Život
Narodil se v Praze. Jeho otec, Vratislav Jan František Preclík z Nuslí, pracoval od doby první republiky jako knihkupec v tiskárně F. B. Batovce na Národní třídě v Praze a byl redaktorem časopisu Mladá generace, maminka Marie narozena ve Skutči roku 1913, lidová malířka, pocházela ze starého rodu Becků z Horní Lužice. Studoval na Vyšší průmyslové škole strojnické Josefa Božka v Praze 1 (maturita a obhajoba kvalifikační práce s vyznamenáním v květnu 1964) a inženýrské studium na ČVUT v Praze, fakultě strojní u profesora Josefa Pešáka, v letech 1964 až 1969, a získal diplom s vyznamenáním. V roce 1968 se pokusil obnovit Masarykovu akademii práce (založenou po roce 1918 a rozpuštěnou v roce 1952) v roce 1952 částečně začleněnou do nově vzniklé ČSAV (Československé akademie věd).

### Zaměstnání na vědě a výzkumu
Od roku 1969 pracoval v oblasti vědy, výzkumu a vývoje (z politických důvodů nebyl přijat mezi řádné pedagogické pracovníky, přestože úspěšně přednášel), absolvoval pedagogické studium na Ústavu pro doškolování pracovníků ČVUT v Praze, pracoval na technických úkolech státního plánu, externě vyučoval a studoval aspiranturu. V roce 1977 získal vědeckou hodnost kandidáta technických věd a po vědeckých atestacích byl samostatným vědeckým pracovníkem ČVUT v Praze. Podílel se na realizaci pružného výrobního systému v Olomouci. Spolupracoval rovněž s výzkumnými ústavy a praxí na výzkumu využití moderní výpočetní techniky v oblasti technické přípravy výroby a montáže. i materiálového inženýrství.

### Ocenění za vědeckotechnickou činnost, obhajoba habilitační práce a ustanovení docentem
K výročí fakulty strojní ČVUT obdržel 28. září 1989 medaili za práci v celostátní odborné skupině automatizace inženýrských prací ČSVTS (Československé vědeckotechnické společnosti). V té době vypracoval autorsky také objektivní historii Fakulty strojní ČVUT (1945–1989) do publikace Stopami průkopníků, v jejíž tiráži, po vypuštění zpracované části o srpnu 1968, včetně tehdy zvoleného, ale stranou neschváleného děkana Prof. Dr. Františka Krupky, nebyl autorsky uveden. Oficiálním pedagogem na fakultě se stal až po roce 1989, kdy se řádně habilitoval před vědeckou radou, byl jmenován a ustanoven docentem na fakultě strojní. Vedl oddělení projektování. V roce 1990 se stal též členem výboru celostátní odborné skupiny historie techniky při ČSVTS a členem redakční rady časopisu Strojnický obzor. Jako předseda stipendijní komise fakulty a stipendijní komise při rektorátu ČVUT v Praze organizoval konference studentské tvůrčí činnosti a spolupracoval s Nadací Preciosa vedenou prof. Věnkem Šilhánem. Za práci byl dvakrát oceněn udělením a veřejným předáním „kubické zirkonie“.

### Habilitace, školitelství, řešení grantových projektů a pedagogická činnost
V roce 1993 byl ustanoven školitelem doktorského studia na ČVUT v Praze a vyučoval také doktorské předměty v češtině a angličtině. Krom vedení a řešení grantových projektů (GA ČR: „Návrh databáze obrobitelnosti“, Návrh expertního systému technologičnosti konstrukce z hlediska montáže, MŠMT: Nové materiály INFRA 2, Výzkumný záměr „Integrované inženýrství“ aj.), přednáškové činnosti, rozsáhlé spolupráce s praxí a publikační činnosti na fakultě strojní i externě, připravil a zavedl výuku předmětů projektování na magisterském (inženýrském) i bakalářském studiu také v angličtině.

### Zaměstnání pedagoga
Od roku 1975 vedl přes 300 úspěšně obhájených diplomových a bakalářských prací a byl místopředsedou nebo členem komise pro obhajoby a státní závěrečné zkoušky na čtyřech ústavech (katedrách) ČVUT v Praze. Byl také ustanoven předsedou komisí pro státní závěrečné zkoušky a obhajoby bakalářských, diplomových a doktorských prací na TU v Liberci a ZČU v Plzni. Pro tyto univerzity a VUT Brno i VŠB TU Ostrava vypracoval řadu recenzních, oponentních i lektorských posudků kvalifikačních prací, učebních textů a publikací. V letech 2009 a 2010 působil rovněž jako středoškolský profesor.

### Dobrovolná práce v občanských sdruženích
V roce 1989, kdy se stal členem sdružení pedagogických pracovníků postižených z politických důvodů, pomáhal založit Masarykovo demokratické hnutí a byl zvolen jeho místopředsedou. V letech 1990 až 1995 vystupoval také v doprovodných programech na výstavách (Český malíř Herbert Masaryk, T. G. Masaryk – člověk a umění), které Masarykovo demokratické hnutí uspořádalo a zahajoval je prezident Václav Havel. Stal se rovněž předsedou přípravného výboru pro obnovu MAP (Masarykovy akademie práce). V letech 1992–93 založil dva časopisy, Strojař a Čas. V roce 1995 obnovil (s písemným souhlasem předsedy AV ČR – Akademie věd České republiky – prof. Rudolfa Zahradníka) Masarykovu akademii práce jako sdružení MAP, strojní společnost na ČVUT v Praze, kde je statutárním zástupcem. Obě organizace zastupuje ve výkonném výboru a předsednictvu Evropského hnutí v České republice. K životnímu jubileu obdržel 6. července 1996 od předsedy Masarykova demokratického hnutí dr. Emila Ludvíka pamětní dvojetuji se stříbrnými mincemi T. G. Masaryka, jako uznání za dosavadní dobrovolnou práci v občanském sdružení pro rozvoj demokracie. V letech 1990 až 1998 se jako člen předsednictva MDH (Masarykova demokratického hnutí) účastnil svými příspěvky čtyř celostátních konferencí spolupořádaných Evropským hnutím v ČR, Univerzitou Karlovou (1990–1998) a Masarykovou univerzitou (1995) Evropské hodnoty demokracie a výchovy po zkušenostech s totalitou. Každoročně také připravoval jako představitel Masarykovy akademie práce “besedy s válečnými letci RAF„ (František Fajtl, František Peřina, Stanislav Hlučka, Petr Uruba, Emil Boček, Jan Horal a další) pro studenty ČVUT v Praze i veřejnost. V roce 1999 spoluorganizoval rovněž konferenci k stému výročí Hilsnerova Polenského procesu.

### Ocenění za dobrovolnou práci v občanských sdruženích
Za dobrovolnou práci v Masarykově demokratickém hnutí byl 7. března 1998 v Míčovně Pražského hradu oceněn Čestnou medailí T. G. Masaryka za věrnost jeho odkazu. Příspěvkem „T. G. Masaryk a August Comte“ se od 4. března 2000 zúčastnil čtyřdenní mezinárodní konference ke 150. výročí narození T. G. Masaryka na Pražském hradě a ve Valdštejnském paláci, včetně odhalení pomníku TGM na Hradčanském náměstí prezidentem Václavem Havlem, na jehož přípravě a zbudování se podílel. Tehdy byl rovněž oceněn bronzovou medailí s reliéfem T. G. Masaryka.

### Publikační činnost
Je autorem několika odborných publikací a mnoha článků (Acta Polytechnica, Strojař, Strojnický obzor, Technik, Technický týdeník, Strojírenská technologie, Strojírenská výroba, Čas, Lidová demokracie, Lidové noviny a další) s technickou, ekonomickou, Masarykovskou i legionářskou tematikou. Zúčastnil se mnoha mezinárodních konferencí s technickou i legionářskou tematikou. Mezi roky 1968 a 1987 patřil, spolu s bratrem, benešovským primářem MUDr. Zdeňkem Preclíkem a jeho spolužákem, později profesorem, MUDr. Janem Pirkem, mezi dobrovolné svatovítské zvoníky kardinála Františka Tomáška, zaměřující se na historii a kampanologickou literaturu. V pražské katedrále měl v roce 1973 rovněž církevní sňatek. Syn Vratislav, pozdější absolvent stavební fakulty ČVUT v Praze, se narodil 18. ledna 1975. Byl členem České genealogické společnosti, přispíval do Zpravodaje a ročenky, a poté (po ukončení činnosti ČGS v době normalizace) Klubu pro českou heraldiku a genealogii. Jako člen výboru pracoval a publikoval také v celostátní odborné skupině historie techniky ČSVTS. Autorsky se podílel na knižním vydání encyklopedického slovníku a následně ilustrovaných encyklopedií. V letech 2006 až 2011 byl předsedou redakčního kruhu časopisu Čas, od roku 2011 je předsedou jeho nově ustavené redakční rady. Přispívá pravidelně nejen do časopisu Čas (rovněž do jeho někdejší „Hospodářské rubriky ČASu“)  i jeho knihovničky, ale také publikuje knižně v rámci edice Masarykovy knižnice „Hlas“. Zavedl rovněž rubriku „Hledání mostů přes řeku času, právě před sto lety,“ zahrnující také období První československé republiky. Sleduje také historii období masarykovských časopisů Athenaeum, Čas i Naše doba ve vztahu k současnosti. Zpracoval také řadu příspěvků o prvním českém prezidentovi.

### Další publikační historická činnost
- Zabývá se osobností Tomáše Garrigua Masaryka[82], také ve vztahu k jeho československým legionářům[83][84][85], spolutvůrcům republiky,[86] předním politikům,[87] a sokolské tradici[88], včetně míst jeho působení[89][90] a také jeho nadnárodním významem.[91][92]
- Jeho dědeček byl ruským legionářem a do jeho blízkého příbuzenstva patřil i štábní kapitán Miloslav Šára starší (za druhé světové války popravený vedoucí odbojové skupiny KOS).[93][94]
- Působí také jako recenzent a hodnotitel prací celostátní literární soutěže „Masaryk do škol“ (TGM – život, dílo a odkaz pro současnost i budoucnost), pro gymnázia, střední i základní školy[95] a na Magistrátu hlavního města Prahy v zasedacím velkém sále Nové radnice na Mariánském náměstí moderuje každoročně slavnostní vyhodnocení.[96]
- Od roku 1990 vystupuje také na podvečerech MDH a EH v ČR v divadle Kolowrat a v Klubu techniků na Novotného lávce 5 v Praze 1.[97]
- Na VI. sněmu Masarykova demokratického hnutí 10. září 2021 v Praze 1 na Senovážném náměstí 23 byl zvolen již po šesté jeho místopředsedou.[98] Jako místopředseda MDH a člen jeho předsednictva se snaží naplňovat praktický odkaz T. G. Masaryka.[99]
- Je zakládajícím členem Sboru pro obnovu pomníku Hrdinům od Zborova, jeho čestným místopředsedou, publikujícím o této problematice řadu prací.[100][101]

### Další vědeckotechnická publikační činnost
Ve vědeckotechnickém recenzovaném časopise Strojař, vydávaném Masarykovou akademií práce, strojní společností na ČVUT v Praze, z.s. je od roku 1992 členem redakční rady a vedoucím redaktorem. Jeho vědeckotechnické příspěvky jsou zaměřeny nejen na oblast projektování, racionalizace, průmyslové logistiky a logistiky jako vědy, ale i na vědecké základy strategie Průmyslu 4.0.

## Ocenění
- Medaile k 125. výročí Fakulty strojní ČVUT v Praze (1864–1989), udělil děkan fakulty, velká posluchárna 256, Technická 2/4, Praha 6, 28. září 1989
- Masarykova stříbrná etuje k životnímu jubileu (50 let, 26. 7.), udělil dr. Emil Ludvík, předseda MDH, Zasedací síň Masarykova demokratického hnutí, Na Příkopě 10, Praha 1, 6. července 1996
- Čestná medaile T. G. Masaryka, (za věrnost odkazu TGM a jeho uskutečňování), udělilo předsednictvo Masarykova demokratického hnutí, Míčovna Pražského hradu, 7. března 1998[107]
- Masarykova bronzová medaile k 150. výročí narození TGM za aktivní účast na mezinárodní konferenci T. G. Masaryk „Idea demokracie a současné evropanství“, Praha – Hrad 4.–7. března 2000, garant H.E. Václav Havel, 4. března 2000
- Uznání za spolupráci mezi ČVUT v Praze a Nadací Preciosa udělením „Kubické zirkonie“ předsedy nadace, udělil předseda představenstva prof. Věněk Šilhán, Praha 6, rektorát ČVUT, duben 2009,
- Uznání za spolupráci mezi ČVUT v Praze, Fakultou strojní a Nadací Preciosa udělením „Kubické zirkonie“, ředitel nadace Ing. Ivo Schotta, velká posluchárna 266, Technická 4, Praha 6, duben 2017

## Knihy
- Průmyslová logistika
- Masaryk a legie

## Výstavy
Významné výstavy, na nichž se podílel přípravou, organizací, přednáškami, doprovodnými programy, moderováním, besedami, průvodcovskou službou i autorsky:
- 125 let Fakulty strojní ČVUT v Praze, září – prosinec 1989, Národní technické muzeum v Praze, Praha 7[108]
- Český malíř Herbert Masaryk, život a dílo, říjen 1993 – leden 1994, Národní třída, síň ÚLUV, Praha 1[109]
- T. G. Masaryk – člověk a umění, březen – červen 1995, Národní třída, síň ÚLUV, Praha 1[110]
- 2014 (srpen až říjen) Výstava Masarykův odkaz pro současnost a budoucnost v prostorách Senátu Parlamentu ČR (Valdštejnský palác), kde ji 20. srpna 2014 zahájil předseda senátu Milan Štěch.[111]
- 2017–2018 Zlín, Kanada, USA, Toronto, Masaryktown[112]